# Thaiföld a 2002. évi téli olimpiai játékokon
Thaiföld az egyesült államokbeli Salt Lake Cityben megrendezett 2002. évi téli olimpiai játékok egyik részt vevő nemzete volt. Az országot az olimpián 1 sportágban 1 sportoló képviselte, aki érmet nem szerzett. Thaiföld először vett részt a téli olimpiai játékokon.

## Sífutás
Férfi
| Versenyző        | Versenyszám | Selejtező | Selejtező | Negyeddöntő | Negyeddöntő | Elődöntő | Elődöntő | B döntő | B döntő | Döntő         | Döntő         |
| Versenyző        | Versenyszám | Idő       | Hely.     | Idő         | Hely.       | Idő      | Hely.    | Idő     | Hely.   | Idő           | Helyezés      |
| ---------------- | ----------- | --------- | --------- | ----------- | ----------- | -------- | -------- | ------- | ------- | ------------- | ------------- |
| Prawat Nagvajara | Sprint      | 4:14,55   | 67.       | kiesett     | kiesett     | kiesett  | kiesett  | kiesett | kiesett | kiesett       | 66.           |
| Prawat Nagvajara | 30 km       |           |           |             |             |          |          |         |         | nem ért célba | nem ért célba |